# St-Andrews-Abkommen
Das St-Andrews-Abkommen (englisch St Andrews Agreement, irisch Comhaontú Chill Rímhinn) ist ein Übereinkommen zwischen der Regierung der Republik Irland, der Regierung Großbritanniens und den Parteien in Nordirland von 2006. Es führte zur Wiedereinsetzung der Northern Ireland Assembly mit der Wahl am 7. März 2007.

## Ablauf
Am 14. Oktober 2002 war die Nordirland-Versammlung suspendiert worden, weil die protestantischen Parteien der mit der IRA verbündeten katholischen Sinn Féin vorwarfen, dass sich die paramilitärische IRA noch nicht vollständig entwaffnet habe, und Mitglieder von Sinn Féin würden zudem für die IRA spionieren. Nach zähen Verhandlungen zwischen der Regierung der Republik Irland und der Regierung Großbritanniens mit Beteiligung der Parteien in Nordirland im schottischen St Andrews traten nach einer Einigung im November 2006 die Mitglieder der Nordirland-Versammlung noch einmal zusammen, um offiziell an dem als St-Andrews-Abkommen benannten Verhandlungsergebnis beteiligt zu werden. Aufgrund dieses Abkommens erfolgten am 7. März 2007 Neuwahlen in Nordirland und am 26. März wurde die Selbstverwaltung mit dem Zusammentritt der Abgeordneten wiederhergestellt.